# Inkvizicija u Hrvatskoj
Inkvizicija u Hrvatskoj se u različitim samostanskim dokumentima spominje već sredinom 13. stoljeća, a završava otprilike sredinom 18. stoljeća, zahvaljujući zakonskim odredbama Marije Terezije. Punih 500 godina inkvizicija je djelovala na ovim područjima. Pojava komesara za istraživanje heretičke zloće (inkvizitora) u našim se krajevima podudara s dolaskom dominikanaca i franjevaca. Njima je, uostalom, i u drugim europskim zemljama povjerena inkvizitorska služba. Središta djelovanja inkvizicije bila su: Kopar (za istarsko područje), Zadar (za Dalmaciju), Zagreb (za Slavoniju i Bosnu) te Dubrovnik.

## Počeci
Ne zna se kada je papa Grgur IX. dominikancima u Hrvatskoj ustupio inkvizitorska prava, ali ih kao inkvizitore u Dalmaciji i Bosni 1259. godine spominje Petar, prior dominikanskog samostana u mađarskom Bodrogu. On je u svom Kratkom izvještaju o postanku ugarske (dominikanske) provincije zapisao: '... mnogi od onih koji se nisu htjeli obratiti bili su po službenicima kralja Kolomana predani ognju.'
Dominikanci su inkvizicijom u Bosni najvjerojatnije upravljali iz Pečuha, što je moguće zaključiti na temelju činjenice da je ban Prijezda dao svoga sina u taoštvo dominikancima u Pečuhu kao zalog svog obraćenja.
Zadar je bio prvo središte inkvizicije u Dalmaciji. U spisu o utemeljenju dominikanskoga samostana u Zadru spominje se ime blaženoga Pavla, prvoga vrhovnog inkvizitora za Dalmaciju, kojega su heretici na području Splita ubili 1255. godine. Njega je naslijedio Andrija Dalmatinac, drugi vrhovni inkvizitor u Dalmaciji, Hrvatskoj i Slavoniji. Andriji Dalmatincu jedan zadarski dokument iz 1268. pripisuje u zasluge da je u Skradinu uspio privoljeti mnoge heretike na povratak u Crkvu.
Papa Inocent IV. je 1245. inkvizitorsku službu povjerio i franjevcima Slavonske provincije, koja je u 13. stoljeću obuhvaćala dijelove Srbije, Raške, Dalmacije, Hrvatske, Bosne i Istre. Bulom Prae cunctis nostrae meatis 23. ožujka 1291. papa franjevac Nikola IV. traži od provincijale Slavonske provincije da u Bosnu uputi dvojicu braće kao istražitelje heretičke zloće. Istu bulu potvrdit će i papa Bonifacije VIII. 29. travnja 1298. pismom Licet ex omnibus. Na temelju ovih dokumenata Ivan XXII. je u srpnju 1327. proglasio nevažećim akt kojim je pet mjeseci ranije ugarskim dominikancima odobrio da vode istragu protiv heretičke zloće i propovijedaju križarski rat. Isti papa u ožujku 1330. godine traži od zadarskog i splitskog nadbiskupa da ispitaju nesuglasice između dominikanaca i franjevaca glede inkvizitorskih prava u Bosni, da bi 1337. papa Benedikt XII. priznao da inkvizitori u Bosni ne mogu obavljati svoju misiju zato što ban i pojedini velikaši primaju i štite krivovjerce.
Od 16. stoljeća pa sve do kraja 18. inkvizicijski sudovi u Kopru, Zadru i Dubrovniku uglavnom se bore protiv unošenja literature vezane uz druge religije, a naročito protiv unošenja protestantskih knjiga. 

## Procesi protiv heretika u Hrvatskoj

### Procesi protiv čarobnjaka
U 13. stoljeću se u Europi 'zločinom' čarobnjaštva počinju baviti inkvizitori. Crkva je čarobnjaštvo smatrala nedozvoljenim povezivanjem čovjeka s đavlom. Naime, ljudi onoga vremena imali su određene pojmove o načinu života heretika, o njihovim karakterističnim navikama. Općenito je bilo rašireno mišljenje da je đavao uzročnik svih hereza, a to je bilo i službeno naučavanje katoličke teologije koja je smatrala da je u đavoljoj prirodi da iz zavisti prema Bogu pokušava imitirati Stvoritelja te se tako ljudima nametnuti. Vjerovalo se da u okviru čarobnjaštva postoji obožavanje đavla i osobni kontakt s njim, pri čemu čarobnjak sklapa s đavlom ugovor kojim i jedan i drugi preuzimaju određene obveze. Čarobnjaštvo je, kada mu se odaje kršćanin, uvijek povezivano s odricanjem od kršćanske vjere (apostazijom), a inkvizicija je bila nadležna progoniti apostate, čija je sudbina po crkvenom pravu bila praktički ista kao i sudbina heretika. Izraz auto de fe se odnosi na ritual javne pokore osuđenih heretika i apostata koji bi uslijedio nakon suđenja i donesene presude, a prva ga je ustanovila Španjolska inkvizicija. Auto de fe (ili auto da fe) u prijevodu znači 'čin vjere'.
U Hrvatskoj se sa sudskim progonom čarobnjaka susrećemo od 13. stoljeća, iz kojega datiraju najstariji povijesni podaci o toj pojavi u nas, pa neprekidno do kraja 50-ih godina 18. stoljeća kada je progon čarobnjaka u našim krajevima prestao. Gotovo u svim statutima naših dalmatinskih i primorskih gradova, od 13. stoljeća nadalje, nailazimo na odredbe protiv čarobnjaka iz kojih proizlazi da je vlast u tim krajevima vjerovala u realnost čarobnjačkih pojava. Čarobnjaštvo je smatrano velikim zločinom te je za njega predviđena najteža moguća kazna – spaljivanje na lomači.
Iz sačuvanih dokumenata onoga vremena mogu se jasno razabrati dvije epohe unutar procesa progona čarobnjaka. U prvoj epohi i kod državne vlasti prevladava narodno shvaćanje o tom zločinu, a ono je da se čarobnjaštvom putem nekih tajnih moći i sila nanose ljudima teške štete (npr. obolijevaju ljudi, životinje ili se uništavaju usjevi). Ta je epoha trajala dok vlast u Hrvatskoj nije definitivno prihvatila teološko shvaćanje o čarobnjaštvu koje je prevladavalo u ostatku Europe. No to se dogodilo tek u 17. stoljeću kada je progon čarobnjaka u većini ostalih europskih zemalja gotovo potpuno iskorijenjen. U toj drugoj epohi čarobnjaci su smatrani obožavateljima đavla koji tvore organiziranu sektu, sklapaju ugovor s đavlom, odlaze na tajne sastanke na kojima obavljaju orgije slične onima što su se pripisivale čarobnjacima u drugim zapadnoeuropskim zemljama. 
Posebnu grupu povijesnih izvora za poznavanje razvoja progona čarobnjaka u Hrvatskoj, u razdoblju do početka 17. stoljeća, čine odredbe o čarobnjaštvu sadržane u dalmatinskim i primorskim statutima. U 13. st. nalazimo takve odredbe u četiri statuta (u dva korčulanska iz 1214. i 1240., u dubrovačkom iz 1272. i vinodolskom iz 1288. godine), a u 14. stoljeću u pet statuta (u bračkom iz 1305., splitskom iz 1312., trogirskom iz 1322., hvarskom iz 1331. i krčkom iz 1388. godine). Poljički statut iz 1440. također sadrži odredbe o ovom zločinu, a isto tako i riječki statut iz 1530. te trsatski iz 1640. godine. Većina se propisa o kojima je ovdje riječ zadovoljava time da određuje kako će se kazniti 'tvarnice, višćice i čarobnice', a samo dva korčulanska statuta i jedan dubrovački pobliže označuju u čemu se sastoji sam zločin.
U Hrvatskoj s druge strane Velebita većina se povijesnih izvora sastoji od zapisničkih bilješki o sudskim presudama donesenima u konkretnim procesima protiv čarobnjaštva. Iz zagrebačkih presuda moguće je razabrati da je sud u većini slučajeva postupao vrlo blago prema okrivljenicama (vjerovalo se da ima više žena-čarobnjaka) dopuštajući im da se 'očiste' od optužbi da su počinile zločin. No u 15. stoljeću presude zagrebačkoga gradskog suda postaju mnogobrojnije i okrutnije, a u stari se dokazni sistem procesa uvukla tortura kao sredstvo za dobivanje okrivljenikova priznanja, ali još uvijek nije mogla istisnuti starinski način dokazivanja pomoću zakletve s porotnicima. Međutim, početkom 17. stoljeća situacija se mijenja i tortura postaje jedino sredstvo saznanja 'istine' u ovim procesima.

## Oblici torture
Za obavljanje torturalnog ispitivanja sudsko je vijeće izaslalo komisiju od nekoliko svojih članova. U Hrvatskoj su u cijelosti vrijedila međunarodna europska pravila za primjenu torture, prema kojima se tortura primjenjivala ako su postojali direktni dokazi za počinjeno zlodjelo (svjedočanstva najmanje dvojice svjedoka ili dobrovoljno priznanje optuženika). Torturu je u našim procesima obavljao krvnik s pomoćnicima, a koristili su se različiti oblici mučenja.
Najblaži oblik torture bilo je stiskanje palčeva. Krvnik ili neki od pomoćnika bi optuženikove palčeve stavio između dvije metalne pločice koje su se pomoću šarafa stezale. Za pojačavanje boli se po pločicama udaralo čekićem. Sljedeći korak u mučenju sastojao se od snažnog stezanja ruku konopcem.
Koristila se, i u Europi tada već dobro poznata, španjolska čizma. Tada je optuženikova potkoljenica stavljena između dva željezna oklopa, a čavli s unutarnje strane tog oklopa su, ovisno o jačini stezanja, prodirali u meso nesretnika. Posebna vrsta torture vršila se pomoću oštrih željeznih čavala kojima je bio podstavljen optuženikov stolac.